# كفر سبطاس
كفر سبطاس إحدى قرى مركز طنطا التابع لمحافظة الغربية بجمهورية مصر العربية.

## التاريخ
كانت القرية من توابع سبطاس ثم فصلت عنها سنة 1228 هجري. ذكرت القرية ضمن جداول مركز الجعفرية في تعداد 1882، وفي التعداد التالي سنة 1987 ضمن قرى مركز طنطا.

## التعليم
تصل نسبة الأمية في القرية إلى 43.56% بين من تجاوزوا العاشرة من عمرهم، بينما تصل نسبة من حصلوا على تعليم جامعي إلى 2.57% من جملة السكان.

## السكان
بلغ عدد سكان كفر سبطاس 6615 نسمة حسب تقدير عام 2018.
| السنة  | 1882                | 1897 | 1907 | 1927 | 1947 | 1960 | 1976 | 1986 | 1996 | 2006  | 2018 |
| ------ | ------------------- | ---- | ---- | ---- | ---- | ---- | ---- | ---- | ---- | ----- | ---- |
| القرية | 259 + 20 من العربان | 825  | 932  | 1168 | 1299 | 1565 | 1462 | 2505 | 3805 | 4,430 | 6615 |